# Karolina Łaniewska
Karolina Łaniewska (ur. 6 czerwca 1999) – piłkarka nożna występująca na pozycji pomocnika.

## Kariera klubowa
Profesjonalną grę rozpoczynała w drużynie Pogoń Zduńska Wola. 

### Górnicza Konin
Ze Zduńskiej Woli trafiła do II-ligowego zespołu Górnicza Konin, która po sezonie spadła do III ligi.

### Medyk Konin
Od sezonu 2017/2018 grała w I-ligowym zespole Medyka Konin. Razem z drużyną wywalczyła srebrny medal mistrzostw Polski U19, w finale drużyna przegrała mecz z UKS SMS Łódź.

### Olimpia Szczecin
W sierpniu 2018 roku dołączyła do Olimpii Szczecin. 

### Sportis KKP Bydgoszcz
W lipcu 2020 roku zdecydowała się podpisać kontrakt ze Sportisem KKP Bydgoszcz. W sezonie 2021/2022 rozegrała 10 meczów i zdobyła dwie bramki w ekstralidze. W czerwcu 2022 roku ogłosiła, że nie przedłuży kontraktu z zespołem.

### Pogoń Szczecin
W lipcu 2022 roku dołączyła do reaktywowanej Pogoni Szczecin. W sezonie 2022/2023 zdobyła łącznie 3 bramki. Razem z Pogonią Szczecin, w czerwcu 2024, zdobyła mistrzostwo 22. kolejki Orlen Ekstraligi. Było to pierwsze w historii zwycięstwo Pogoni w lidze. Łącznie w sezonie 2023/2024 rozegrała 17 spotkań zdobywając 1 bramkę i otrzymując 5 żółtych kartek.